# ۸۴ (قمری)
۸۴ (قمری)، هشتاد و چهارمین سال در گاهشماری هجری قمری است. اول محرم این سال برابر با بیست و هشتم ژانویه سال ۷۰۳ میلادی است.